# لوسيل والاس
لوسيل والاس (بالإنجليزية: Lucille Wallace)‏ هي عازفة بيانو أمريكية، ولدت في 22 فبراير 1898 في شيكاغو في الولايات المتحدة، وتوفيت في 21 مارس 1977 في لندن في المملكة المتحدة.